# Necturus lewisi
Necturus lewisi is salamander uit de familie olmachtigen (Proteidae). De soort werd voor het eerst wetenschappelijk beschreven door Clement Samuel Brimley in 1924. Oorspronkelijk werd de wetenschappelijke naam Necturus maculosus lewisi gebruikt.

## Uiterlijke kenmerken
Deze salamander blijft net onder de dertig centimeter, maar de meeste exemplaren blijven kleiner en ongeveer een derde van de totale lengte is staart. Dat is ook een van de kenmerken dan deze soort, de meeste andere Necturus-soorten hebben een verhoudingsgewijs veel langere staart. Verder heeft het lichaam een lichtbruine kleur, en over het hele lijf kleine, langwerpige vlekken die niet altijd even duidelijk te zien zijn, vooral bij oudere dieren. De jongen zijn juist sterk gevlekt maar niet op de buik. De buik van volwassen dieren is meestal roestbruin gekleurd. De kop is relatief erg groot en de poten staan ver uit elkaar. De staart heeft een wat hogere kam en is iets stomper dan bij andere Necturus-soorten. De donkerbruine tot bijna zwarte veervormige uitwendige kieuwen die de larven hebben blijven behouden bij volwassen dieren, omdat de salamander neoteen is. Het dier komt dan ook nooit uit het water, maar foerageert op de bodem op zoek naar voedsel.

## Algemeen
Op het menu staan insectenlarven, kikkervisjes, kleine kreeftachtigen en andere dieren die in het water leven. De salamander komt voor in de Verenigde Staten, en met name langs de rivieren de Neuse en de Tar in de staat North Carolina. Necturus lewisi bevindt zich meestal langs de oevers in ondiepere delen waar het dier tussen rottende plantendelen schuilt en jaagt. Het is een schemeractieve soort die zich overdag terugtrekt. De vrouwtjes zetten tot 35 eitjes af die waarschijnlijk door de mannetjes worden bewaakt, helemaal zeker is dat niet. Ze worden onder stenen bevestigd op de bodem.